# شاين برايس
شاين برايس (بالإنجليزية: Shane Price)‏ هو سائق سباق أسترالي، ولد في 26 ديسمبر 1986.